# Sea Bright
Sea Bright es un borough ubicado en el condado de Monmouth en el estado estadounidense de Nueva Jersey. En el año 2010 tenía una población de 7,122 habitantes y una densidad poblacional de 486.9 personas por km².

## Geografía
Sea Bright se encuentra ubicado en las coordenadas 40°22′13″N 74°58′24″O / 40.37028, -74.97333.

## Demografía
Según la Oficina del Censo en 2000 los ingresos medios por hogar en la localidad eran de $65,563 y los ingresos medios por familia eran $72,031. Los hombres tenían unos ingresos medios de $60,417 frente a los $41,100 para las mujeres. La renta per cápita para la localidad era de $45,066. Alrededor del 7.6% de la población estaba por debajo del umbral de pobreza.